# 770 TCN
770 TCN là một năm trong lịch La Mã.